# ATP Lyon Open 2019
Lyon Open 2019 — тенісний турнір, що проходив на кортах з твердим покриттям у місті Ліон, Франція з 20 травня. Належав до категорії ATP Tour 250, був турніром серії ATP Lyon Open 2019 року.

## Фінальна частина

### Одиночний розряд
Бенуа Пер —  Фелікс Оже-Аліассім 6–4, 6–3

### Парний розряд
Іван Додіг /  Едуар Роже-Васслен —  Кен Скупскі /  Ніл Скупскі 6–4, 6–3